# Panty & Stocking with Garterbelt
A Panty & Stocking with Garterbelt (パンティ＆ストッキングwithガーターベルト; Panti ando Szutokkingu with Gátáberuto; Hepburn: Panti & Sutokkingu with Gātāberuto; röviden PSwG) szatirikus japán animesorozat, amelyet a Gainax stúdió készített. A BS Nittele (mely a Nippon TV-hez tartozó szabadon fogható csatorna) vetítette a sorozatot 2010. október 1. és 2010. december 24. között, majd az epizódok felkerültek a Nico Nico Dougára, és a Crunchyrollon jelentek meg a hivatalos angol felirattal ellátott részek. Az angol szinkronos változatot a Funimation Entertainment adta ki DVD-n 2012. július 10-én. A Manga Entertainment az Egyesült Királyságban adta ki a sorozatot 2012. július 30-án. Magyarországon a sorozat még nem került levetítésre.
A sorozat megosztotta az animés rajongótábort. A Panty & Stocking with Garterbelt – nagyrészt – a nyugati rajzfilmeket és filmeket és a nyugati humort figurázza ki, ezért az anime nem a megszokott, mangákra jellemző ábrázolásmódot tükrözi, hanem inkább a kortárs nyugati rajzfilmek grafikáját és animációs technikáit láthatjuk benne. Tömérdek benne a szexuális, a fekete- és toaletthumor, mely elüt a modern animék és mangák grafikán és helyzetkomikumon alapuló humorától.

## Cselekmény
Az Anarchia nővérek – Panty és Stocking – mindketten bukott angyalok, akiket kidobtak a mennyországból, angyalhoz méltatlan viselkedésük miatt. Daten Citybe küldték őket (a Daten City egy szójáték a japán datensi (堕天使) szóval, ami „bukott angyal”-t jelent), melyet gonosz lények, úgynevezett „ghost”-ok tartanak rettegésben. Garterbelt atya felügyelete alatt kell élniük, és megóvni a várost a kísértetektől, valamint begyűjteni száz, a ghostok elpusztításáért járó heaven coint („mennyérme”), amikkel visszavásárolhatják magukat a mennyekbe. A ghostok legyőzéséhez mágikus erejű, átváltoztatható ruhaneműik (Panty bugyija pisztollyá, Stocking harisnyája pedig katanává képes átalakulni) állnak rendelkezésükre. Azonban kettejüket gyakran tévútra viszi a rajongásuk. Panty mindig megragadja az alkalmat, hogy férfiakkal szexelhessen, míg Stocking mindent megtenne egy kis édességért.

## Motívumok
A sorozat alapját a nyugati, felnőtteknek szánt rajzfilmekben is megtalálható szatirikus és parodisztikus elem teszi ki. Rengeteg utalás található benne a szexre és a tabu dolgokra, így az anime néha szándékosan tabudöntögető. Rajzstílusa is a nyugati rajzfilmekét idézi, és parodizálja őket a legtöbb esetben, de magát az anime műfaj sajátságait is kiforgatja. Panty és Stocking átváltozását animáció kíséri, hasonlóan a mahó sódzso animékhez, de ez az ő esetükben ez rúdtáncolva megy végbe, animésebb stílusú grafikával és sztriptízzel. A Panty & Stocking with Garterbelt többször is váltogatja az animés és a nyugati rajzstílust.
Az anime epizódjainak létező filmek kifigurázott eredeti, vagy japán címei szolgálnak, melyek valamilyen szálon kapcsolódnak is az adott epizód cselekményéhez. Az egyes epizódok két, rövid részből állnak, így az anime tizenhárom epizódja valójában huszonhat rövid, egymással minimálisan összefüggő részt tesz ki. Ezen stílus szintén a régebbi amerikai rajzfilmsorozatokra utal. Többször is utalás esik olyan amerikai filmekre, mint a Csillagok háborúja, a Holtak hajnala, a Szerelmes hangjegyek, vagy éppen a Transformers.
A sorozat tartalmaz társadalomkritikát is. Az amerikai gimnazisták és oktatási rendszer, valamint az amerikai és a japán társadalom gyengeségeit is kifigurázza. Megjelennek benne a hírességek világának paródiái is, amikor Pantyról kiderült, hogy első filmje előtt még részt vett egy titkos pornófilm forgatásán is. A film Stocking bosszújából pillanatok alatt elterjed a világhálón.

## Szereplők

### Panty

Az Anarchia nővérek: Panty és Stocking.

Szinkronhangja: Ogaszavara Arisza  (japán), Jamie Marchi (angol)
Panty (パンティ; Panti), az idősebb Anarchia nővér keveréke az amerikai akciófilmek hősnőinek és a sztereotip szőke nőknek. Angyali kötelességeit húgával ellentétben félvállról veszi, és sokkal nagyobb gondot fordít saját szükségleteinek kielégítésére, rajongótáborának lenyűgözésére. Céljául tűzte ki, hogy mielőtt visszatérne a mennyországba, ezer földi férfival akar szeretkezni. Panty mocskos szájú, és lekezelő a körülötte élőkkel, beleértve a saját testvérét is. Különleges képessége, hogy bugyiját át tudja alakítani egy pisztollyá, melyet Blacklace-nek hív. Képes két pisztolyt is használni, amennyiben a kezébe kerül húga bugyija, és a két pisztolyt át tudja alakítani más fegyverekké (például: géppisztoly, mesterlövész puska). Képes férfi alsóneműt is fegyverként használni, de annak az ereje és nagysága függ a viselőjének péniszhosszától.

### Stocking
Szinkronhangja: Isze Marija  (japán), Monica Rial (angol)
Stocking (ストッキング; Szutokkingu; Hepburn: Sutokkingu) a fiatalabb Anarchia nővér, egy lila és rózsaszín hajú gót lány, aki az édességek megszállottja. Saját bevallása szerint, azért marad sovány, mert minden kalória a mellére megy. Ennek ellenére nehezen viseli el, ha „lekövérezik”. Nővérénél komolyabban veszi a feladatait, és megfontoltabb, de ha kihozzák a sodrából, akkor Pantyhez hasonló bunkóságról tesz tanúbizonyságot. Habár nem rajong annyira a szexért, mint a nővére, de érdeklődést mutat a BDSM irányába. Pantyhez hasonlóan Stocking sem mutatja ki az érzelmeit, de képes szeretni. Egy alkalommal beleszeret egy ghostba, és szerelme odáig mélyül, hogy képes lenne hátat fordítani angyali munkájának, hogy szerelmével lehessen. Fegyveréül két harisnyája szolgál, melyeket katanára tud átváltoztatni. Fegyvereinek a Stripe I és a Stripe II nevet adta, valamint mindig hord magánál egy játékmacskát, Honekonekót (ホネコネコ; „Csontmacska”), mely Stocking hangulatához mérten változtatja az arckifejezését.

### Garterbelt
Szinkronhangja: Isii Kódzsi  (japán), Christopher Sabat (angol)
Garterbelt (ガーターベルト; Gátáberuto; Hepburn: Gātāberuto) Daten City papja, egy afroamerikai férfi, aki kiadja a küldetéseket az Anarchia nővéreknek, és igyekszik vigyázni rájuk, de a lányokat ez nem különösebben érdekli. Garterbeltet frusztrálja a lányok kicsapongó viselkedése, és az ezekből keletkezett károk, melyeket okoznak. Titokban „Master G” álnévvel, és maszkban járkál Daten Cityben, hogy kielégíthesse szado-mazo, illetve pedofil vágyait. Fiatalon egy bűnbanda tagja volt, aki a lehető legtöbb törvényt áthágta (droggal kereskedett, prostikat futtatott és betöréseket is végrehajtott). Halála után a mennybe került, ahol Isten utasította arra, hogy kutassa fel a pokolmajom rokonát, aki kinyithatja a pokol kapuját. Mivel el akarta utasítani a kérést, ezért Isten halhatatlanságra kárhoztatta, amíg be nem teljesíti a küldetését. Egy harisnyakötőt hord, amit képes átváltoztatni minigunná.

### Brief
Szinkronhangja: Josino Hirojuki  (japán), Joel McDonald (angol)
Brief (ブリーフ; Burífu; Hepburn: Burīfu) egy önjelölt szellemvadász, aki nagy érdeklődést mutat a science fiction és a természetfölötti tevékenységek irányába. Panty és Stocking „Geek Boy”-nak hívják, köszönhetően sztereotip geek természetének és megjelenésének. Ő az Anarchia nővérek első számú rajongója, annak ellenére is, hogy a két angyal folyton bántja, és gúnyt űz belőle. Szerelmes Pantybe, de szerelme pusztán plátói. Folyton magánál tart egy hátizsákszerű számítógépet, amelyet ghostok felkutatására használ fel. A geekes külső mögött valójában egy milliomos jóképű fia bújik meg, Briefers Rock. Az ő pénisze a pokolmajom rokona, és egyben a pokol kapujának a kulcsa.

### Chuck
Szinkronhangja: Nakamura Takasi  (japán), Ian Sinclair (angol)
Chuck (チャック; Csakku; Hepburn: Chakku) egy zöld, kutyaszerű teremtény, cipzárokkal a testén, aki a lányok legfőbb segítőtársa a sorozatban, és mindig csak a saját nevét tudja ismételgetni. Külsőre hasonlít az Invader Zim című rajzfilmsorozat GIR nevű szereplőjére. Chuck a lányok feszültséglevezetésének eszköze; minden egyes epizódban meghal, de feltámad, hasonlóan Kenny McCormickhoz. Őt a mennyország használja a küldetések és üzenetek kézbesítésre, melyeket villámcsapás formájában juttatnak Chuckba. Ha kifordítja magát, akkor képes átváltozni egy szarvas teremtménnyé. Gyakran ő vezeti a lányok járművét, a rózsaszín See Through elnevezésű hummert.

### Scanty
Szinkronhangja: Komacu Juka  (japán), Colleen Clinkenbeard (angol)
Scanty (スキャンティ; Szukjanti; Hepburn: Sukyanti) a Démon nővérek közül az idősebbik. A nővérek Corset elit beosztottjai, a ghostok teremtésének felügyelői és egyben az Anarchia nővérek legfőbb riválisai, akik a polgármester lányaként jelennek meg nyilvánosan. Scanty zöld hajú és vörös bőrű démon, aki mániákusan szereti a szabályokat. Húgával együtt a két angyal tökéletes ellentétei, akik formálisan öltözködnek és beszélnek. Scanty könnyen elveszti a fejét, ha valami nem úgy halad, ahogyan azt ő eltervezte. Húgával rengeteg módon próbálják legyőzni Panty-t és Stockingot, de a két angyal mindig meghiúsítja a terveiket. Különleges ruhaneműik nekik is vannak, ami Scanty esetében az ő két bugyija. A két bugyi átalakul két fekete revolverré, melynek neve Double Gold Lacytanga. A két revolvert képes kombinálni, és létrehozni belőlük egy sörétes puskát.

### Kneesocks
Szinkronhangja: Fudzsimura Ajumi  (japán), Cherami Leigh (angol)
Kneesocks (ニーソックス; Níszokkuszu; Hepburn: Nīsokkusu) a Démon nővérek közül a fiatalabbik, aki nővéréhez hasonlóan vörös bőrű és formálisan öltözködik, de a haja kék színű, és szemüveget hord. A szabályok iránti megszállottsága ugyanolyan mély, mint Scantyé, de könnyebben viseli a kudarcot. Izgalom hatására elpirul, ami az arcát egy fokkal halványabb pirosra festi. Az ő különleges ruhadarabjai a térdzoknik, melyeket kaszákká tud átváltoztatni, amiket Double Gold Spandexnek hív. A két démon külseje egy utalás a Gainax korábbi sorozatának, a Tengen Toppa Gurren Lagannak címadó robotjára.

### Corset
Szinkronhangja: Csiba Sigeru  (japán), Christopher Ayres (angol)
Corset (コルセット; Koruszetto; Hepburn: Korusetto) Daten City polgármestere, Scanty és Kneesocks felettese, és egyben a történet legfőbb gonosza. Corset egy kék bőrű démon, aki több BDSM eszközt is visel magán, beleértve a nevéhez illő fűzőket is. Ő és Garterbelt egyszer már megütköztek a múltban, és a végső harcban is megküzdenek. Corset valódi célja, hogy megnyissa a pokol kapuját a pokolmajom rokonának kulcsával, hogy szabadjára engedjen egy olyan erős ghostot, melynek elég ereje van hozzá, hogy a Földről a mennyekbe juttassa.

### Fastener
Szinkronhangja: Makigucsi Miki  (japán), Christopher Bevins (angol)
Fastener (ファスナー; Faszuná; Hepburn: Fasunā) Scanty és Kneesocks segítője és Chuck riválisa. Chuckhoz hasonlóan az ő testét is cipzárok borítják, de kutya helyett inkább rágcsálószerű a megjelenése. Sokkal több hasznára van a lányoknak, mint Chuck az Anarchia nővéreknek, de még ő is szenved el oktalan bántalmakat. További Chuckkal közös jellemzői közé tartozik, hogy ő is csak a saját nevét tudja ismételgetni, és hogy ő vezeti a Démon nővérek G-String névre keresztelt kiruccanásra használt limuzinját.

### Ghostok
A ghostok (ゴースト; gószuto; Hepburn: gōsuto) az Anarchia nővérek legyőzendő ellenségei, amiket a Pindúr pandúroknál is megfigyelhető, epizódonként elpusztított szörnyek mintájára alkottak meg a sorozat készítői. A ghostok általában fekete színű, pusztító teremtményekként vannak ábrázolva, akik az emberi szenvedés hatására születnek, olyan lelkekből, akik a pokol tornácán ragadtak. Egy ghostot három módszerrel lehet elpusztítani: angyali fegyverekkel, más ghostok által, vagy az emberi lelkük életcéljának elérésével. Nem minden ghost pusztító. Akadnak közülük teljesen ártalmatlanok, de még olyanok is, akik a társadalom segítését tűzték ki célul. Panty és Stocking a ghostok legyőzése után heaven coinokat gyűjthetnek be, melyekből ha elegendő összegyűlik, visszatérhetnek a mennyországba. Visszatérő humora a sorozatnak, hogy a legyőzött ghostok gyurmából formázott vagy papírból hajtogatott modelljei felrobbannak a kamera előtt.

## Médiamegjelenések

### Anime
A sorozatot a Gainax stúdió készítette, Imaisi Hirojuki rendezésében. Japánban 2010. október 1-jétől 2010. december 24-ig vetítették. Hat DVD/BD-n adták ki a sorozatot, az elsőt 2010. december 24-én, majd hat hónapon belül a többi rész is kiadásra került. Az ötödik DVD/BD lemez tartalmazta azt a miniepizódokból felépülő OVA-t, mely folytatásként és előzményként is szolgál a korábban vetített epizódokhoz.
2011. április 14-én a Funimation Entertainment jelentette be, hogy megvették a sorozat Észak-Amerikai kiadásának jogát, és a részeket DVD-n kezdik el kiadni 2012. július 30-án. Az angol szinkront Colleen Clinkenbeard rendezte, John Burgmeier volt az angol szöveg írója, Jamie Marchi, Leah Clark, és Jared Hedges pedig segédszövegírók voltak. Az első két epizódot online stream oldalakon tették közzé 2012. május 22-én, azok számára, akik feliratkoztak a Funimation's Elite Video Subscription szolgáltatására. Az Egyesült Királyságban a Manga Entertainment adta ki a sorozatot 2012. július 30-án, de nem sokkal a megjelenés után kiderült, hogy néhány epizód hibásan lett ráírva a lemezekre. A kijavított változatot 2012. szeptember 10-én jelentették meg.
A sorozat rajzstílusa a modern amerikai rajzfilmsorozatokra épít. Ötvözi a Kanada Josinori által kitalált, újító jellegű animációs technikákat Imaisi Hirojuki rendezői képességeivel. Imaisi korábbi munkájának, a Tengen Toppa Gurren Lagannak elkészítése után a stáb nyaralását töltötte, mikor a sorozat alapötlete megszületett a képzeletükben, miközben részegen egymásnak tettek fel kérdéseket. Majdnem minden ötletük már a nyaralás alatt megszületett, például a két főhősnő neve az első találkozójukon megfogant. Vakabajasi Hiromi, aki a sorozat alapötletét kitalálta, azt nyilatkozta, hogy az animét az amerikai felnőtteknek szóló rajzfilmsorozatok vulgárissága és gyakran mocskos humora inspirálta.

### Manga
A mangaadaptációt Tagro rajzolta a Kadokawa Shoten Young Ace című szeinen mangamagazin hasábjaira. A publikáció 2010. szeptemberétől 2011. júliusáig tartott.

### Zenealbum
A sorozat zenéjét a TCY Force készítette el Takahasi Taku (az M-Flo együttesből) keze alatt. A nyitódalt (Theme for Panty & Stocking) Hoshina Anniversary, a záródalt (Fallen Angel) pedig Ikeda Micunori és Aimee B komponálták. Az OST albumot 2010. december 29-én adták ki. A CD mellé járt még egy extra szám is. A negyedik DVD/BD különleges kiadása mellé még járt egy bónusz CD, mely a zeneszámok hivatalos, televízió által módosított verzióit, és korábban még ki nem adott dalokat tartalmazott.   
| Panty & Stocking with Garterbelt: The Original Soundtrack | Panty & Stocking with Garterbelt: The Original Soundtrack | Panty & Stocking with Garterbelt: The Original Soundtrack | Panty & Stocking with Garterbelt: The Original Soundtrack | Panty & Stocking with Garterbelt: The Original Soundtrack | Panty & Stocking with Garterbelt: The Original Soundtrack | Panty & Stocking with Garterbelt: The Original Soundtrack | Panty & Stocking with Garterbelt: The Original Soundtrack | Panty & Stocking with Garterbelt: The Original Soundtrack | Panty & Stocking with Garterbelt: The Original Soundtrack |
|                                                           | Cím                                                       | Szerző(k)                                                 | Hossz                                                     |                                                           |                                                           |                                                           |                                                           |                                                           |                                                           |
| --------------------------------------------------------- | --------------------------------------------------------- | --------------------------------------------------------- | --------------------------------------------------------- | --------------------------------------------------------- | --------------------------------------------------------- | --------------------------------------------------------- | --------------------------------------------------------- | --------------------------------------------------------- | --------------------------------------------------------- |
| 1.                                                        | Theme for Panty & Stocking                                | Hoshina Anniversary                                       | 0:32                                                      |                                                           |                                                           |                                                           |                                                           |                                                           |                                                           |
| 2.                                                        | Immoral Church                                            | TeddyLoid, Takahasi Taku                                  | 0:27                                                      |                                                           |                                                           |                                                           |                                                           |                                                           |                                                           |
| 3.                                                        | Fly Away                                                  | TeddyLoid                                                 | 4:23                                                      |                                                           |                                                           |                                                           |                                                           |                                                           |                                                           |
| 4.                                                        | Daten City                                                | TeddyLoid                                                 | 0:49                                                      |                                                           |                                                           |                                                           |                                                           |                                                           |                                                           |
| 5.                                                        | Beverly Hills Cock                                        | Takahasi                                                  | 1:25                                                      |                                                           |                                                           |                                                           |                                                           |                                                           |                                                           |
| 6.                                                        | Pantscada                                                 | TeddyLoid, Takahasi                                       | 1:59                                                      |                                                           |                                                           |                                                           |                                                           |                                                           |                                                           |
| 7.                                                        | Dancefloor Orgy                                           | TeddyLoid                                                 | 3:33                                                      |                                                           |                                                           |                                                           |                                                           |                                                           |                                                           |
| 8.                                                        | D City Rock                                               | TeddyLoid, LISA                                           | 4:32                                                      |                                                           |                                                           |                                                           |                                                           |                                                           |                                                           |
| 9.                                                        | Juice                                                     | Szaszaki Dzsun                                            | 1:03                                                      |                                                           |                                                           |                                                           |                                                           |                                                           |                                                           |
| 10.                                                       | EPTM (Booty Bronx Remix)                                  | Hoshina Anniversary                                       | 4:16                                                      |                                                           |                                                           |                                                           |                                                           |                                                           |                                                           |
| 11.                                                       | Cherryboy Riot                                            | TeddyLoid                                                 | 4:33                                                      |                                                           |                                                           |                                                           |                                                           |                                                           |                                                           |
| 12.                                                       | Technodildo                                               | Hoshina Anniversary                                       | 4:30                                                      |                                                           |                                                           |                                                           |                                                           |                                                           |                                                           |
| 13.                                                       | CHOCOLAT                                                  | Emyli & Takahasi                                          | 4:06                                                      |                                                           |                                                           |                                                           |                                                           |                                                           |                                                           |
| 14.                                                       | Theme for Scanty & Kneesocks                              | TeddyLoid                                                 | 4:13                                                      |                                                           |                                                           |                                                           |                                                           |                                                           |                                                           |
| 15.                                                       | Schranz Chase                                             | Booty Bronx                                               | 5:23                                                      |                                                           |                                                           |                                                           |                                                           |                                                           |                                                           |
| 16.                                                       | Tenga Step                                                | TCY FORCE                                                 | 2:52                                                      |                                                           |                                                           |                                                           |                                                           |                                                           |                                                           |
| 17.                                                       | See-Through                                               | Hoshina Anniversary                                       | 4:47                                                      |                                                           |                                                           |                                                           |                                                           |                                                           |                                                           |
| 18.                                                       | Corset Theme                                              | TeddyLoid                                                 | 4:34                                                      |                                                           |                                                           |                                                           |                                                           |                                                           |                                                           |
| 19.                                                       | Champion                                                  | Emyli, Takahasi                                           | 4:51                                                      |                                                           |                                                           |                                                           |                                                           |                                                           |                                                           |
| 20.                                                       | Fallen Angel                                              | LISA és Ikeda Micunori                                    | 15:55                                                     |                                                           |                                                           |                                                           |                                                           |                                                           |                                                           |
| 1:18:43                                                   |                                                           |                                                           |                                                           |                                                           |                                                           |                                                           |                                                           |                                                           |                                                           |

A második album Panty & Stocking with Garterbelt THE WORST ALBUM címmel 2011. július 20-án jelent meg, és huszonnégy számot tartalmaz, beleértve a korábbi albumon hallgatható dalok remixeit változatait is. Tartalmaz újakat is, mint például a Cherry Corrida-t is.
| Panty & Stocking with Garterbelt: THE WORST ALBUM | Panty & Stocking with Garterbelt: THE WORST ALBUM              | Panty & Stocking with Garterbelt: THE WORST ALBUM | Panty & Stocking with Garterbelt: THE WORST ALBUM | Panty & Stocking with Garterbelt: THE WORST ALBUM | Panty & Stocking with Garterbelt: THE WORST ALBUM | Panty & Stocking with Garterbelt: THE WORST ALBUM | Panty & Stocking with Garterbelt: THE WORST ALBUM | Panty & Stocking with Garterbelt: THE WORST ALBUM | Panty & Stocking with Garterbelt: THE WORST ALBUM |
|                                                   | Cím                                                            | Szerző(k)                                         | Hossz                                             |                                                   |                                                   |                                                   |                                                   |                                                   |                                                   |
| ------------------------------------------------- | -------------------------------------------------------------- | ------------------------------------------------- | ------------------------------------------------- | ------------------------------------------------- | ------------------------------------------------- | ------------------------------------------------- | ------------------------------------------------- | ------------------------------------------------- | ------------------------------------------------- |
| 1.                                                | Milky Way                                                      | TeddyLoid                                         | 4:45                                              |                                                   |                                                   |                                                   |                                                   |                                                   |                                                   |
| 2.                                                | Cherry Corrida I ~cocks gone: the death of a bitch~            | Szeko Kodzsi                                      | 1:13                                              |                                                   |                                                   |                                                   |                                                   |                                                   |                                                   |
| 3.                                                | D City Rock (TeddyLoid Live Remix)                             | TeddyLoid                                         | 6:02                                              |                                                   |                                                   |                                                   |                                                   |                                                   |                                                   |
| 4.                                                | Cherry Corrida II ~a case of Garterbelt's loss~                | Szeko                                             | 1:06                                              |                                                   |                                                   |                                                   |                                                   |                                                   |                                                   |
| 5.                                                | Fly Away (Taku & TeddyLoid For the Club Edit)                  | TeddyLoid                                         | 5:14                                              |                                                   |                                                   |                                                   |                                                   |                                                   |                                                   |
| 6.                                                | S-Trip                                                         | Takahasi & TeddyLoid                              | 2:01                                              |                                                   |                                                   |                                                   |                                                   |                                                   |                                                   |
| 7.                                                | Cherry Corrida III ~a case of Brief's loss~                    | Szeko                                             | 0:43                                              |                                                   |                                                   |                                                   |                                                   |                                                   |                                                   |
| 8.                                                | Ghost Town                                                     | TeddyLoid                                         | 4:06                                              |                                                   |                                                   |                                                   |                                                   |                                                   |                                                   |
| 9.                                                | Cherry Corrida IV ~dry bitch and wet goth girl~                | Szeko                                             | 2:07                                              |                                                   |                                                   |                                                   |                                                   |                                                   |                                                   |
| 10.                                               | Beverly Hills Cock Part.2                                      | Takahasi & TeddyLoid                              | 1:59                                              |                                                   |                                                   |                                                   |                                                   |                                                   |                                                   |
| 11.                                               | Theme For Panty & Stocking (Hoshina Anniversary Remix)         | TeddyLoid                                         | 4:52                                              |                                                   |                                                   |                                                   |                                                   |                                                   |                                                   |
| 12.                                               | Cherry Corrida V ~Dmitri Fullchinkov the cock chopper~         | Szeko                                             | 1:08                                              |                                                   |                                                   |                                                   |                                                   |                                                   |                                                   |
| 13.                                               | Jumping Mole (Nerdcore Switch)                                 | Booty Bronx, Ikeda & TeddyLoid                    | 2:58                                              |                                                   |                                                   |                                                   |                                                   |                                                   |                                                   |
| 14.                                               | Cherry Corrida VI ~the advent of angels?~                      | Szeko                                             | 0:59                                              |                                                   |                                                   |                                                   |                                                   |                                                   |                                                   |
| 15.                                               | Cherryboy Riot Part.2                                          | TeddyLoid                                         | 4:24                                              |                                                   |                                                   |                                                   |                                                   |                                                   |                                                   |
| 16.                                               | Cherry Corrida VII ~black, huge, solid and stinky~             | Szeko                                             | 0:56                                              |                                                   |                                                   |                                                   |                                                   |                                                   |                                                   |
| 17.                                               | Yesline Dub                                                    | TeddyLoid                                         | 3:46                                              |                                                   |                                                   |                                                   |                                                   |                                                   |                                                   |
| 18.                                               | CHOCOLAT (TeddyLoid Remix)                                     | TeddyLoid                                         | 5:30                                              |                                                   |                                                   |                                                   |                                                   |                                                   |                                                   |
| 19.                                               | Cherry Corrida VIII ~When You Wish upon a Hole~                | Szeko                                             | 0:41                                              |                                                   |                                                   |                                                   |                                                   |                                                   |                                                   |
| 20.                                               | Fly Away (El Poco Maro Dubstep Remix)                          | TeddyLoid                                         | 3:22                                              |                                                   |                                                   |                                                   |                                                   |                                                   |                                                   |
| 21.                                               | Cherry Corrida IX ~cock chopper blues or cock fucker rhapsody~ | Szeko                                             | 2:37                                              |                                                   |                                                   |                                                   |                                                   |                                                   |                                                   |
| 22.                                               | Champion (TeddyLoid Remix)                                     | TeddyLoid                                         | 5:02                                              |                                                   |                                                   |                                                   |                                                   |                                                   |                                                   |
| 23.                                               | Cherry Corrida X ~cocks back: the resurrection of a bitch~     | Szeko                                             | 1:13                                              |                                                   |                                                   |                                                   |                                                   |                                                   |                                                   |
| 24.                                               | Fallen Angel (El Poco Maro Drum'n'Bass Remix)                  | TeddyLoid                                         | 6:00                                              |                                                   |                                                   |                                                   |                                                   |                                                   |                                                   |
| 1:12:43                                           |                                                                |                                                   |                                                   |                                                   |                                                   |                                                   |                                                   |                                                   |                                                   |

## Fogadtatás
David Brother a ComicsAlliance-től a sorozatot a Pindúr pandúrok „szemérmetlenebb” változatának tartja, mely „egy szentségtelen elegyet alkot a Ren és Stimpy show-val és a Dirty Pairrel”. Hozzáfűzi, hogy „a show egyben undorító és szórakoztató is” és „hogy a gyakran gyomorforgató tartalom mögött tisztán látszik az ügyes kezű animátorok munkája”.
Mike LeChavillier a Japanatortól azt mondta, hogy „ahol a cselekmény hiányzik vagy gyenge, ott a háttérzenék, a stílus és az emlékezetes karakterek miatt éri meg nézni az animét az elejétől a végéig.” Míg az Invader Zim című sorozat készítője, Jhonen Vasquez észrevette a hasonlóságot GIR és Chuck dizájnja között, megnézte az első részt, és így nyilatkozott: „nagyon egyszerűnek látszik [...] a sok fingós és szaros vicc miatt, és a befejezés pedig pocsék. De a Gainax tett le egyedül az asztalra olyan japán rajzfilmet, amelynek nézése közben nem akartam lerészegedni, szóval meglesem majd a többi részt is.”